# Escândalo cambial
Escândalo cambial é um escândalo financeiro que envolve a revelação e investigação subsequente de que os bancos conspiraram por pelo menos uma década para manipular as taxas de câmbio para obter seu próprio ganho financeiro. Reguladores de mercado na Ásia, Suíça, Reino Unido e Estados Unidos começaram a investigar os 4,7 trilhões de dólares por dia no mercado cambial (forex) após uma reportagem da Bloomberg News reportar em junho de 2013. O comportamento ocorreu diariamente no mercado de câmbio à vista e durou pelo menos uma década, segundo traders.

## Investigação
Não quero que outros idiotas no mkt saibam [sobre informações trocadas dentro do grupo], mas não é só isso que ele vai nos proteger como nós nos protegemos

 —Trader do Citibank sobre um novo membro em potencial para a sala do cartel
No centro da investigação estão as transcrições das salas de bate-papo eletrônicas nas quais os negociadores seniores de moedas discutiam com seus concorrentes em outros bancos os tipos e o volume das negociações que planejavam realizar. As salas de bate-papo eletrônicas tinham nomes como "The Cartel", "The Bandits 'Club", "One Team, One Dream" e "The Mafia". As discussões nas salas de chat foram intercaladas com piadas sobre como manipular o mercado cambial e referências repetidas a álcool, drogas e mulheres. Os reguladores estão concentrando-se particularmente em uma pequena sala de bate-papo exclusiva que foi chamada de Cartel ou Máfia. A sala de bate-papo foi usada por alguns dos comerciantes mais influentes de Londres e a participação na sala de bate-papo foi muito procurada. Entre os membros do Cartel estavam Richard Usher, ex-operador sênior do Royal Bank of Scotland que foi para o JPMorgan como chefe de operações de câmbio à vista em 2010, Rohan Ramchandani, chefe de operações à vista do Citigroup na Europa, Matt Gardiner, que ingressou no JPMorgan. Standard Chartered depois de trabalhar no UBS e no Barclays, e Chris Ashton, chefe de operações de voz no Barclays. Dois desses comerciantes seniores, Richard Usher e Rohan Ramchandani, são membros do grupo de treze revendedores principais do Comitê Permanente do Banco da Inglaterra.
Pelo menos quinze bancos, incluindo Barclays, HSBC e Goldman Sachs, divulgaram investigações por órgãos reguladores. O Barclays, Citigroup e JPMorgan Chase, todos suspensos ou colocados em licença de negociadores seniores. O Deutsche Bank, o maior credor da Europa continental, também estava cooperando com pedidos de informações dos reguladores. O Barclays, Citigroup, Deutsche Bank, HSBC, JPMorgan Chase, Lloyds, RBS, Standard Chartered, UBS e o Banco da Inglaterra em junho de 2014 haviam suspendido, colocado de licença ou demitido cerca de 40 funcionários estrangeiros. O Citigroup também demitiu seu chefe do comércio de divisas à vista na Europa, Rohan Ramchandani. A Reuters informou que centenas de traders ao redor do mundo podem estar envolvidos no escândalo.

## Efeitos
As perdas monetárias causadas pela manipulação do mercado cambial foram estimadas em 11,5 bilhões de dólares por ano para os 20,7 milhões de titulares de pensão britânicos (£ 7,5 bilhões/ano). As manipulações afetaram clientes em todo o mundo por mais de uma década. O custo total estimado das manipulações ainda não é totalmente conhecido.

## Multas
| Banco    | CFTC  | DFS | DOJ   | FCA   | Fed   | FINMA | OCC | Total  |
| -------- | ----- | --- | ----- | ----- | ----- | ----- | --- | ------ |
| BofA     |       |     |       |       | 205   |       | 250 | 455    |
| Barclays | 400   | 635 | 650   | 441   | 342   |       |     | 2 468  |
| Citibank | 310   |     | 925   | 358   | 342   |       | 350 | 2 285  |
| HSBC     | 275   |     |       | 343   |       |       |     | 618    |
| JPMorgan | 310   |     | 550   | 352   | 342   |       | 350 | 1 904  |
| RBS      | 290   |     | 395   | 344   | 274   |       |     | 1 303  |
| UBS      | 290   |     |       | 371   | 342   | 145   |     | 1 148  |
| Total    | 1 875 | 635 | 2 520 | 2 209 | 1 847 | 145   | 950 | 10 181 |

Em 12 de novembro de 2014, a Autoridade de Conduta Financeira do Reino Unido impôs multas no total de 1,7 bilhões de dólares em cinco bancos por não controlar as práticas de negócios em suas operações de câmbio à vista no G10, especificamente: Citibank (358 milhões de dólares), HSBC (343 milhões de dólares), JPMorgan (352 milhões de dólares), RBS (344 milhões de dólares) e UBS (371 milhões de dólares). A FCA determinou que entre 1 de janeiro de 2008 e 15 de outubro de 2013 os cinco bancos não conseguiram gerenciar os riscos relacionados à confidencialidade do cliente, conflito de interesses e conduta comercial. Os bancos usaram informações confidenciais de pedidos de clientes para conspirar com outros bancos para manipular as taxas de câmbio do G10 e lucrar ilegalmente às custas de seus clientes e do mercado. No mesmo dia, a Comissão de Comércio de Futuros de Commodities dos Estados Unidos, em coordenação com a FCA, impôs multas coletivas de 1,4 bilhão de dólares contra os mesmos cinco bancos por tentativa de manipulação e por ajudar e favorecer as tentativas de outros bancos de manipular as taxas de referência globais de câmbio para beneficiar as posições de determinados operadores. A CFTC multou especificamente: 310 milhões de dólares cada para o Citibank e JPMorgan, 290 milhões de dólares cada para RBS e UBS e 275 milhões de dólares para o HSBC.
A CFTC descobriu que os negociadores de moedas nos cinco bancos coordenavam suas negociações com os investidores de outros bancos, a fim de manipular as taxas de referência de câmbio, incluindo as taxas das 16h00 da WM/Reuters. Os negociantes de moeda dos bancos usavam salas de bate-papo privadas para se comunicar e planejar suas tentativas de manipular as taxas de referência de câmbio. Nessas salas de bate-papo, os traders dos bancos divulgavam informações confidenciais de pedidos de clientes e posições de negociação, mudavam de posição para acomodar os interesses do grupo coletivo e concordavam em estratégias de negociação como parte de um esforço do grupo para manipular diferentes taxas de referência de câmbio. Essas salas de bate-papo eram geralmente exclusivas e apenas para convidados.
Em 20 de maio de 2015, os cinco bancos se declararam culpados de acusações criminais pelo Departamento de Justiça dos Estados Unidos e concordaram em pagar multas no valor de mais de 5,7 bilhões de dólares. Quatro dos bancos, incluindo Barclays, Citigroup, JPMorgan e Royal Bank of Scotland, se declararam culpados de manipulação do mercado externo; enquanto os outros já haviam sido multados em acordos desde a investigação de novembro de 2014, o Barclays não estava envolvido e foi multado em 2,4 bilhões de dólares. O UBS também se declarou culpado de cometer fraude eletrônica e concordou em 203 milhões de dólares de multa. Um sexto banco, o Bank of America, embora não seja considerado culpado, concordou com uma multa de 204 milhões de dólares por práticas inseguras em mercados estrangeiros.
Em 18 de novembro de 2015, o Barclays foi multado em 150 milhões de dólares adicionais por má conduta automatizada em câmbio eletrônico.

## Procedimentos criminais
Em 19 de dezembro de 2014, a primeira e única prisão conhecida foi feita em relação ao escândalo. A prisão de um ex-comerciante de RBS ocorreu em Billericay, Essex, e foi conduzida pela Polícia da Cidade de Londres e pelo Gabinete de Fraude Grave.
Vários traders foram presos por manipulação de mercado nos últimos anos. A condenação mais prolongada foi por um cidadão britânico e ex-comerciante do UBS em 2015, chamado Tom Hayes (quatorze anos de prisão).

## Reformas
As respectivas autoridades anunciaram programas de remediação destinados a recuperar a confiança em seus sistemas bancários e no mercado de câmbio mais amplo. No Reino Unido, a FCA declarou que as alterações a serem feitas em cada empresa dependerão de vários fatores, incluindo o tamanho da empresa, sua participação no mercado, impacto, trabalho corretivo já realizado e o papel que a empresa desempenha no mercado. O programa de remediação exigirá que as empresas revisem seus sistemas de TI em relação aos seus negócios de câmbio à vista, já que os bancos atualmente contam com tecnologias herdadas que permitem a existência de silos de dados escuros nos quais a manipulação pode passar despercebida pelos sistemas de conformidade. Na Suíça, a Autoridade Supervisora do Mercado Financeiro da Suíça anunciou que, por um período de dois anos, o UBS ficará limitado a uma remuneração variável anual máxima de 200% do salário básico para funcionários de câmbio e metais preciosos globalmente. O UBS é instruído a automatizar pelo menos 95% de suas operações globais de câmbio, enquanto medidas efetivas devem ser tomadas para gerenciar conflitos de interesse, com foco especial na separação organizacional da negociação do cliente e da proprietária.